# شربیلا
شربیلا (به عربی: شربیلا) یک منطقهٔ مسکونی در لبنان است که در شهرستان عکار واقع شده‌است. شربیلا ۵٫۱۹ کیلومتر مربع مساحت و ۷۳۷ نفر جمعیت دارد و ۳۰۰ متر بالاتر از سطح دریا واقع شده‌است.